# Fredy Reyna
Fredy Reyna (Caracas, Venezuela, 3 de abril de 1917- ibíd, 26 de marzo de 2001) fue un célebre y emprendedor cuatrista, titiritero, artista y juguetero venezolano, conocido por su desarrollo técnico en la ejecución y por su trabajo musicológico en torno al instrumento.

## Biografía
Para evitar que lo llamaran «Federiquito», su padre hizo que lo llamaran Fredy. El futuro cuatrista siempre consideraría a su padre como su primer maestro y, ciertamente, resultó un modelo que repitió tanto por admiración como por identificación; de él destacaría su sentido rítmico y la flexibilidad en sus ejecuciones pianísticas. 
En 1933, cuando su familia reconoce su vocación musical, Fredy Reyna comienza a recibir clases particulares de guitarra con el profesor Raúl Borges y, en 1935, se inscribe en la Escuela de Música y Declamación por sugerencia del mismo maestro.
En la cátedra de guitarra se encontraban ya Antonio Lauro, Flaminia Montenegro y Manuel Enrique Pérez Díaz. Allí también se toparía a dos grandes amigos, el músico y pintor Armando Barrios y el futuro compositor Antonio Estévez. 
En la Escuela de Artes Plásticas estudia desde 1936 junto a Armando Barrios, Héctor Poleo, César Rengifo, Gabriel Bracho, Ventura Gómez y otros destacados pintores de esa generación. 
En 1938, entra a formar parte del Orfeón Lamas, dirigido por Vicente Emilio Sojo, donde permanecería unos ocho años. 
En 1941, se retira definitivamente de la Escuela de Música y es en las artes plásticas donde concluiría sus estudios, especializándose en Educación Artística, mención Dibujo y Pintura, en 1939.

### Vida Académica y Profesional
Fredy Reyna centra su actividad pedagógica en el Liceo Andrés Bello, en la asignatura Dibujo y Educación Artística, desde 1941 hasta 1947. En 1939, ya había fundado el primer orfeón liceísta del cual surgiría, en 1942, el Orfeón de la Universidad Central de Venezuela. En 1940, crea el primer Taller de Manualidades Masculino y, junto a Alberto de Paz y Mateos, el primer teatro liceísta. 
En tanto, en 1946, junto a Henry Thomson, funda el primer ballet liceísta y, finalmente, en 1948 el primer teatro de títeres liceísta. En enero de 1947, Fredy Reyna viaja a París, junto a Lolita Páez su esposa, allí realizaría estudios de escenografía en la École d’Art Apliqueé a l’Industrie con Max Bertrand, por un año, y asistiría a un curso práctico de guiñol con Gastón Baty. 
En 1948, los esposos Reyna Páez retornan a Venezuela y en 1949, Fredy asume el oficio de titiritero de manera profesional, convirtiéndose en fundador y director de la Escuela de Marionetas del Ministerio de Educación. Al mismo tiempo crea, junto a Lolita, su propio Teatro de Títeres –Tamborón–, con el que ofrecen más de 250 funciones en todo el país y más de 400 presentaciones en la incipiente televisión venezolana, en un programa llamado Lolita y Fredy, que salió al aire durante tres años y medio, y en donde la presencia de la música era determinante.

### Aporte al Cuatro
Fredy Reyna creó una afinación cónsona relacionada con el instrumento al que estaba acostumbrado, o sea la guitarra grande, y cambiaría el temple tradicional del cuatro por otro, afinando la primera cuerda una octava superior. Con la prima aguda, se le facilitaría iniciar un repertorio de obras en las cuales el punteo y el acompañamiento funcionarían simultáneamente. 
Reyna cambió la afinación tradicional del cuatro, ordenando la altura de sus cuerdas en un mismo sentido. Sin saberlo, convocaba profundas fuerzas que se manifestarían en su obra. Con el cuatro afinado de esa forma le otorgó posibilidades más funcionales como instrumento solista, sin perder las cualidades propias del instrumento popular. 
Además sintetizó en el cuatro su experiencia estética, indisolublemente vinculada a sus avatares biográficos, partiendo de la técnica guitarrística aprendida del maestro Raúl Borges, recogiendo la esencia de la ejecución popular de grandes cuatristas como Jacinto Pérez y Leoncio Narvarte, e incorporando elementos idiomáticos de los instrumentos hermanos latinoamericanos, de la guitarra flamenca y del caudal de riquezas que descubrió en las tablaturas antiguas. 
La cuatrística venezolana, se debe sentir horrada por el aporte inmenso que este gran hombre le dio en tantos años, siendo no muy reconocidos por incautos e ignorantes del tema, sabiendo el gran legado, cada uno de los cuatristas de su época y los de nuestros tiempos les deben un sitial y un lugar de los más importantes de nuestros tiempos.

### Visión
Una de sus grandes ambiciones fue desarrollar la enseñanza de los temas venezolanos a través del cuatro y despertar en los niños, jóvenes y adultos, el amor por la cultura venezolana más auténtica. 
En 1958, emprende un segundo viaje a Europa donde permanece hasta 1966, ofreciendo múltiples conciertos como cuatrista en las principales ciudades del Viejo Continente. Ya de vuelta a Venezuela, Fredy desarrolla una fuerte actividad pedagógica inclinada hacia los niños, la cual denominó Iniciación Artística Integral (IAI). A partir de la década del 70, alcanza el cenit de su labor concertística y, desde 1977, viajaría con frecuencia a Europa, Norteamérica y el Caribe, presentándose en importantes salas y festivales musicales. Por esa misma época, formuló uno de sus más hermosos proyectos: El Museo del Cuatro, el cual contemplaría actividades pedagógicas, un taller de violería, la casa del cuatrista y recitales. Además, ofrecería facilidades para la investigación, exhibición de instrumentos musicales, exposiciones itinerantes por el territorio nacional, así como publicaciones y grabaciones. 
En 1978, para celebrar su sexagésimo primer aniversario, su familia crea la Fundación Fredy Reyna, llamada a preservar todo su hermoso legado: sus colecciones de juguetes, de muñecas y títeres de todas partes del mundo, así como de arte popular, incluyendo sus propias creaciones para estas colecciones. 
En marzo de 1980, Fredy Reyna realizó 23 conciertos en su Gira Nacional y, en 1990, le es otorgado el Premio Nacional de Cultura Popular. En 1994, su estado de salud lo obliga a retirarse definitivamente de la escena y ponerle punto final a una intensiva labor de 50 años ininterrumpidos.

### Carrera musical
Durante su carrera musical, Fredy editó 10 discos y, en sus viajes, siguió comprando instrumentos y juguetes para reunir la colección privada más importante de Venezuela. Según sus propias palabras, era un hombre del renacimiento que vivía en el siglo XX, que conservaba la capacidad de pensar, imaginar, interpretar y crear ‘cuatro’ puntos cardinales de la imaginación, como ‘cuatro’ fueron sus hijos: Federico (diseñador y cuatrista), Tatiana (bailaora y maestra de danza), Maurice (compositor, intérprete y gourmet) y Anita (diseñadora gráfica).
El Maestro Fredy Reyna fue un estudioso concienzudo de la evolución de los instrumentos cordofonos que parte de cuatro órdenes, sus estudios sobre el repertorio guitarristico de los siglos XVI y XVII demostraron la evolución de la guitarra a partir de instrumentos que poseían cuatro órdenes, en algunos casos dobles, como la guitarra renacentista y la vihuela, emprendió un estudio sistemático del repertorio de la época demostrando su teoría de evolución del instrumento a través de las obras compuestas en aquel periodo, sus estudios etimológicos acerca del término derivado del sánscrito «guitar» que luego deriva en el nombramiento y conocimiento de un instrumento de seis cuerdas que hoy es conocido como guitarra, es un elemento más de comprobación de su teoría evolucionista, planteaba lo siguiente:
- Tar = cuerda
- Dotar= dos cuerdas
- Zetar= tres cuerdas (la moderna Citara)
- Guitar= Cuatro cuerdas
- Panztar: más cuerdas (más de cuatro)

### Fallecimiento
Fredy Reyna muere en Caracas el 26 de marzo de 2001, a pocos días de cumplir 84 años y con una fabulosa labor en su haber. La fecha de su nacimiento (3 de abril) se celebra con júbilo entre los grupos de cuatristas, quienes consecuentemente organizan encuentros y conciertos en torno a su recuerdo y a su obra.

## Producción discográfica
La podemos compartir entre solista, arreglista, director artístico, ingeniero de sonido e invitado especial.

### Como Solista
- Método de cuatro – 1956
- Cuatro suites de Cuatro – 1957 y 1958
- América en el cuatro – 1958
- Fredy Reyna, Solos de cuatro – 1972
- Fredy Reyna, Solos de cuatro – 1981
- Danzas y canciones para los niños – 1981
- Homenaje al Libertador Simón Bolívar – 1983
- El cuatro de Fredy Reyna – 1994
- Homenaje a Fredy Reyna – 1997
- Fredy Reyna, cuatro solista – 1997
- 4 suites de 4 – 2005 (reedición)

### Como arreglista
Canción
- Carlos Enrique Reyna Serenata - Caracas: Ediciones Fredy Reyna, 1958
- Morella Muñoz Canciones de América - Caracas: Ediciones Fredy Reyna, 1958
- Conny Méndez A mi Caracas - Caracas: Ediciones Fredy Reyna, 1967
- Paco Vera Cantos y Corridos - Caracas: Fundación Fredy Reyna, 1992

Poesía
- Aquiles Nazoa Poesía y humor de Aquiles Nazoa - Caracas: Ediciones Fredy Reyna, 1958
- Miguel Otero Silva Elegía coral a Andrés Eloy Blanco - Caracas: Ediciones Fredy Reyna, 1958

Musica para Piano
- Rosita Montes y Luisa Amelia Azerm (acompañado en el cuatro por Raúl Borges, Ramón E. Azerm y Fredy Reyna) Piano Manos a Cuatro. Música fundamental del Siglo Pasado - Caracas: Ediciones Fredy Reyna, 1956
- Luisa Elena Paesano - Valses de Luisa Elena Paesano - Caracas: Ediciones Fredy Reyna, 1969

### Director Artístico
- El Último Cañón - Caracas: Sociedad de Amigos de la Música de 1956
- Tun tun Además de la dirección artística, Reyna tocó cuatro, raspador, furruco (tambor de fricción venezolano), campanas, pandeiro y cantó coros. - Caracas Fundación Fredy Reyna, Dimagen de 1980.

### Como ingeniero de grabación / editor
- Alirio Díaz y Morella Muñoz Alirio y Morella: Canciones, tonadas y aguinaldos venezolanos - Caracas: Espiral, 1967
- Abraham Abreu Curso de Iniciación Musical - Caracas; INCIBA 1968

### Como invitado musical (solo cuatro)
- Selección de Música de Venezuela - Caracas Compañía Shell de Venezuela, 1957
- Serenata Guayanesa El canto popular venezolano - Aguinaldos - Caracas, 1976

## Premios
- 1957. Participa en el II Festival de Música Latinoaméricana de Caracas, en el Ateneo de Caracas.
- 1958. Concierto en la Maison de L’Amerique Latine de Brujas y en la Universidad de Lovaina (Bélgica). En  Hamburgo, Alemania y en el Foxhole Dartington Hall Totnes en Devon, Inglaterra (retransmitido por la BBC)
- 1960. Concierto en The Alliance Hall, Londres y Trinity College, Cambridge.
- 1961. Participa en los siguientes festivales en Inglaterra: The Festival Guitar, The Bromsgrove Festival of Music, The Folkestone International Folklore Festival. Luego en el International Musical Eisteddfod en Gales.
- 1961. Recibe el premio otorgado a la música folklórica para solos instrumentales
- 1962. Se presenta en la BBC de Londres. Participa en conciertos organizados por el Council for Education in the World Citizenship de la ONU.
- 1963. Recitales en el Instituto de Cultura Hispánica en Madrid y en la sección de Musicología de la Escuela de Estudios Hispanoamericanos de Sevilla
- 1966. Ofrece su primer recital en la sala de conciertos de la Universidad Central de Venezuela (UCV) en el marco del primer Curso Internacional de Guitarra.
- 1968. Participa en el Festival Internacional de Música de Mérida en el Aula Magna de la Universidad de Los Andes
- 1972. Conciertos en: Lima, Quito, Santiago de Chile, Río de Janeiro, Georgetown, Paramaribo y Curaçao
- 1972. Recibe la Orden Andrés Bello, en su tercera clase.
- 1974. Conciertos en Trinidad y Panamá. Recital en la Casa Bello para la III Conferencia de las Naciones Unidas sobre los Derechos del Mar, en Caracas.
- 1975. Conciertos en USA en la Universidad de Nebraska, en las Naciones Unidas, en el American Language Institute y en la Universidad de Nueva York. Luego en el Guildhall School of Music, Londres.
- 1975. Le otorgan las llaves de la ciudad, Nebraska, USA.
- 1976. Conciertos en México y Quito
- 1977. Conciertos en Arlés y Castres, Francia en el V Encuentro Internacional de la Guitarra. Participa en el Festival «Guitare pour soir d’eté». Gira por el Caribe en el Buque de la Armada «Amazonas». Recital en La Casona (residencia Presidencial) en reunión de ministros de la OPEP, en Caracas.
- 1978. Conciertos en Guyana, Surinam, Trinidad y Aruba. Conciertos en el Centro Cultural Medina en Madrid en el Centro Iberoamericano de Cooperación y en la televisión y radio Españolas. Participa en la X Semana Internacional de la Guitarra en Francia y Bélgica.
- 1979. Conciertos en Cuba en el Festival «Carifesta». También en Curaçao, Antigua, Barbados y Santo Domingo
- 1980. Participa en el Festival Internacional Memphis in May y en el Hispanic Festival of the Arts ’80 en Chicago y luego en Washington D. C. (con su hijo Maurice) en la Semana Internacional de la OEA.
- 1981. Participa en Festivales de música en Bélgica y en recitales en España, Barbados y Curaçao.
- 1981. Recibe la orden Diego de Losada, en su primera clase.
- 1982. Conciertos en Utrech, Holanda; Zúrich y Basilea, Suiza; Rimini, Italia. Participa en el Festival «Horizonte 82″ en Berlín, Alemania. Gira por el Caribe: Jamaica, Barbados, Santa Lucía, Trinidad, República Dominicana y Haití.
- 1983. Conciertos en el Festival de Verano de Quebec y Montreal, Canadá. Conciertos en Italia: Roma, L’Aquila y Bari.
- 1986. Conciertos en Río de Janeiro y en el Lincoln Center de Nueva York, celebrando la Semana de Venezuela.
- 1988. Participa en Homenaje a Jacinto Pérez.
- 1990. Se le otorga el Premio Nacional de Cultura Popular «Aquiles Nazoa». Recibe las Condecoraciones: Orden del «Samán de Aragua», clase única; Orden «Ciudad de Turmero», clase única.
- 1991. Recibe la Orden «Ciudad de Caracas», clase única.
- 1992. Concierto en el Pabellón de Venezuela en la Expo-Sevilla, junto a sus 2 hijos. Participa en el X Festival Martinique Carrefour Mondiale de la Guitarre.
- 1992. Recibe la Orden «Andres Bello», en su primera clase
- 1994. Participa en el Homenaje a Morella Muñoz, en el Teatro Teresa Carreño.
- 1995. II Festival de Cuatro «Homenaje a Fredy Reyna».
- 1996. I Encuentro Nacional De Cuatristas «Homenaje a Fredy Reyna» en el Teatro Nacional de Caracas.
- 1998. Le otorgan el premio a «Patrimonio Nacional viviente».
- 2016. Cheo Hurtado y Angel Martínez le rinden homenaje en el Celarg junto a Hernán Gamboa

## Homenajes
En el 2014 se entregan los premios del I Concurso de Composición para Cuatro «Fredy Reyna», en concierto del 17 de mayo en la Sala José Félix Ribas del Teatro Teresa Carreño. También ha sido homenajeado por varios artistas que usan como instrumento el cuadro en conciertos para recordarlo.
El día 3 de abril de 2016 en el Celarg se llevó a cabo un concierto homenaje a los maestros Hernan Gamboa y Fredy Reyna por parte de Cheo Hurtado y Ángel Martínez. 